# Station Sankey
Sankey (ook bekend als Sankey for Penketh) is een spoorwegstation van National Rail in Great Sankey, Warrington in Engeland. Het station is eigendom van Network Rail en wordt beheerd door Northern Rail. Het station is geopend in 1874.